# サンフェルナンド駅 (パンパンガ州)
サンフェルナンド駅は現在利用されていないフィリピン国鉄北方本線の駅。パンパンガ州サンフェルナンドに位置している。
歴史的には1942年のバターン死の行進でフィリピン人とアメリカ人の捕虜が立ち寄った場所である。
駅はサンフェルナンド市の史跡となっている。
ラウニオン州のサンフェルナンド駅と区別するためにサンフェルナンドP駅とも表記される

## 歴史
1892年2月23日、スペイン領フィリピン総督エウロヒオ・デスポホルとマニラ大司教ベルナルディオ・ノザレダの手によって駅が開かれた。
1892年6月27日、ホセ・リサールはラ・リガ・フィリピナの会員を集めるためにこの駅で降り、次の日にはバコローへ向かった。
その後、最盛期には駅の北から西のフロリダブランカや東のアラヤットへ分岐する支線が存在した。フロリダブランカ行は後にその北のデル・カルメンまで延長され、カルメン線と呼ばれた。いずれも後に廃止となっている。
1942年4月、バターン死の行進ではこの駅はバターンからの102㎞の行進の最終目的地であった。捕虜らは、ここからさらに車両にのせられ最終目的地であるオードネル捕虜収容所のあるタルラック州カパスに送られた。
1988年にマロロス以北の北方本線の駅が閉鎖されたときのこの駅もまた閉鎖された。

### 計画
現在旧PNR路線の利用券を使って再建が進んでいる南北通勤鉄道の計画ではマニラ-クラーク間の鉄道の17の駅の一つになる予定である。これによってふたたびマニラとの接続を回復する。

## ギャラリー

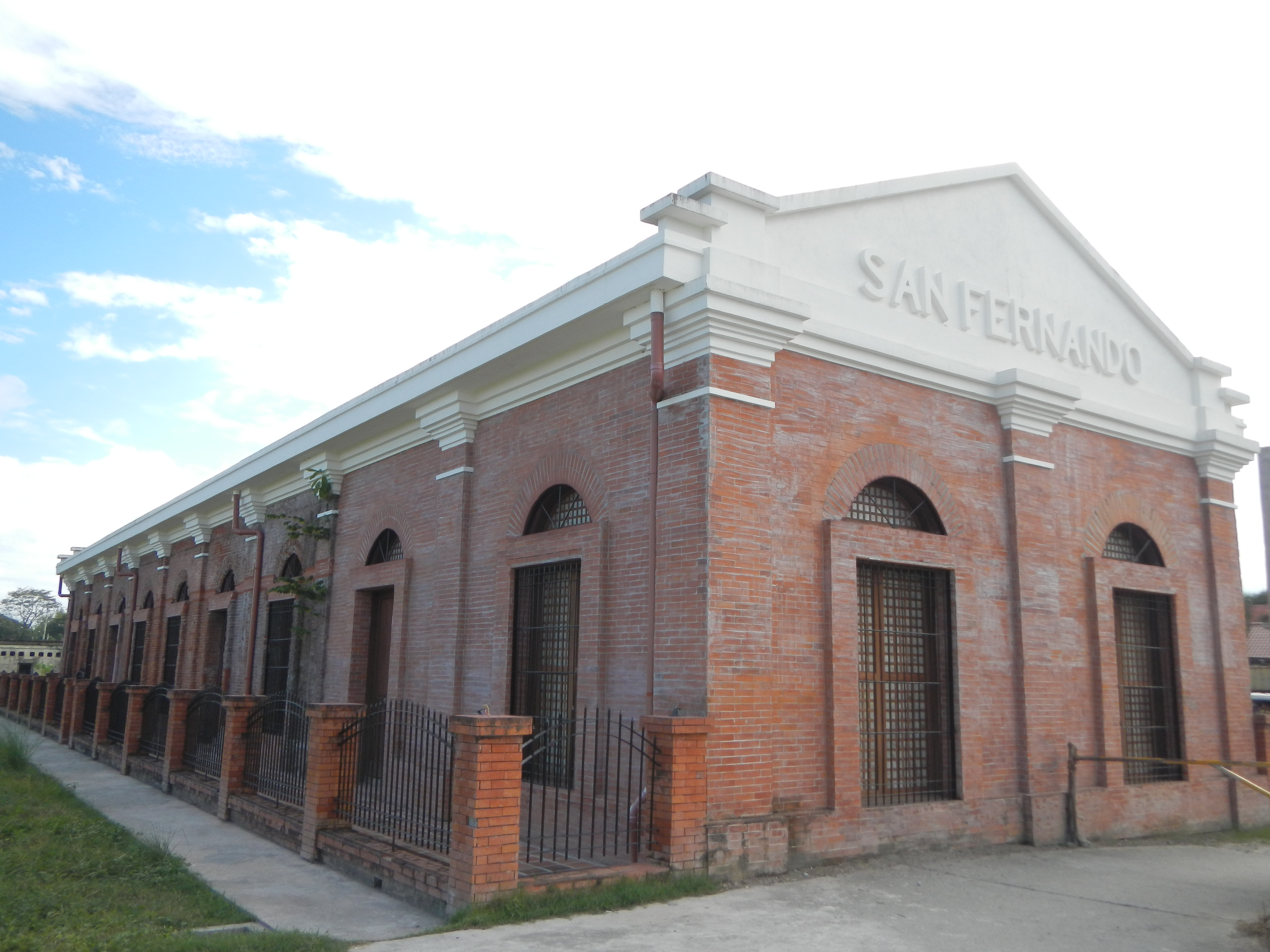
旧駅舎外観
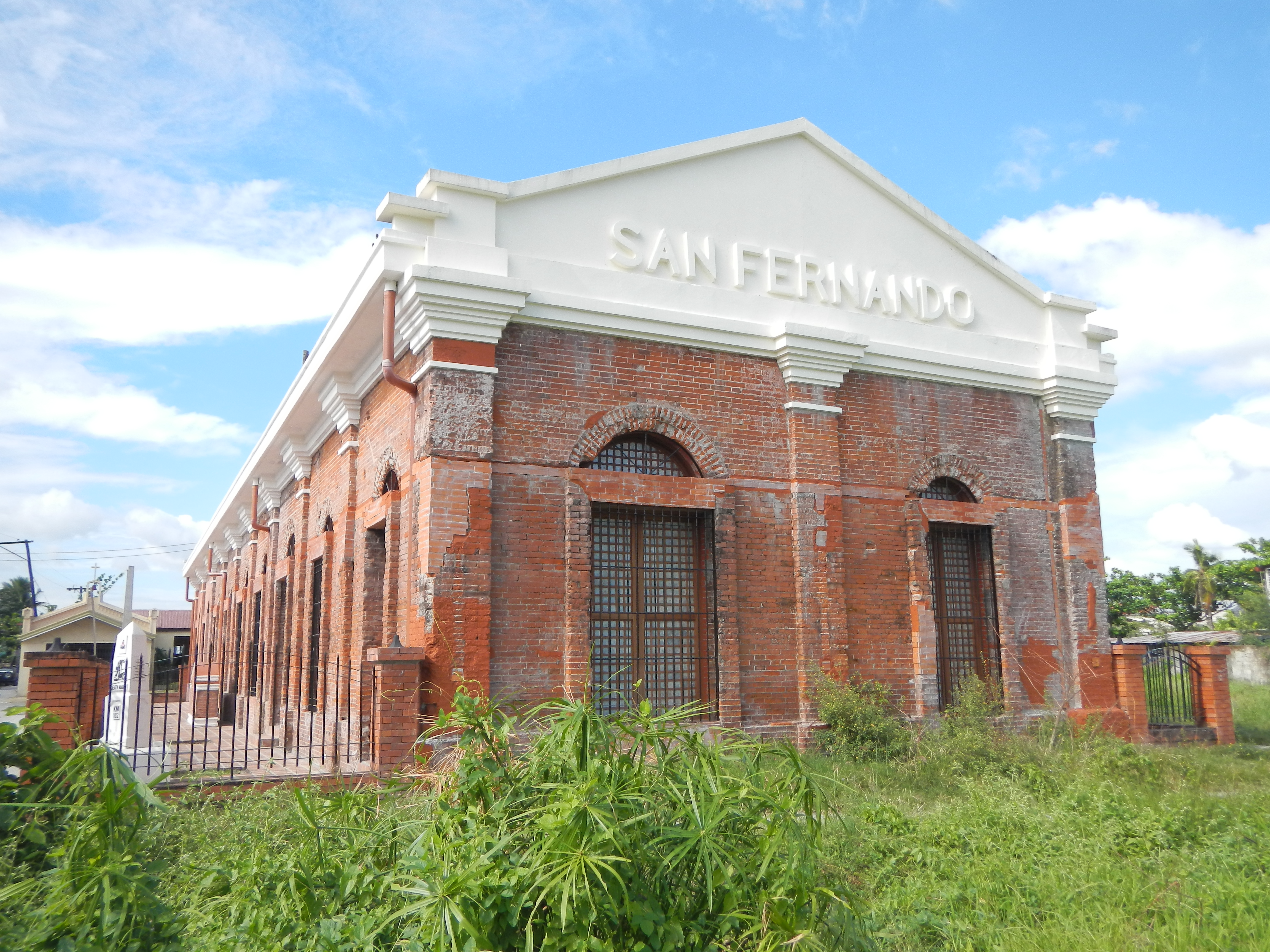
正面部
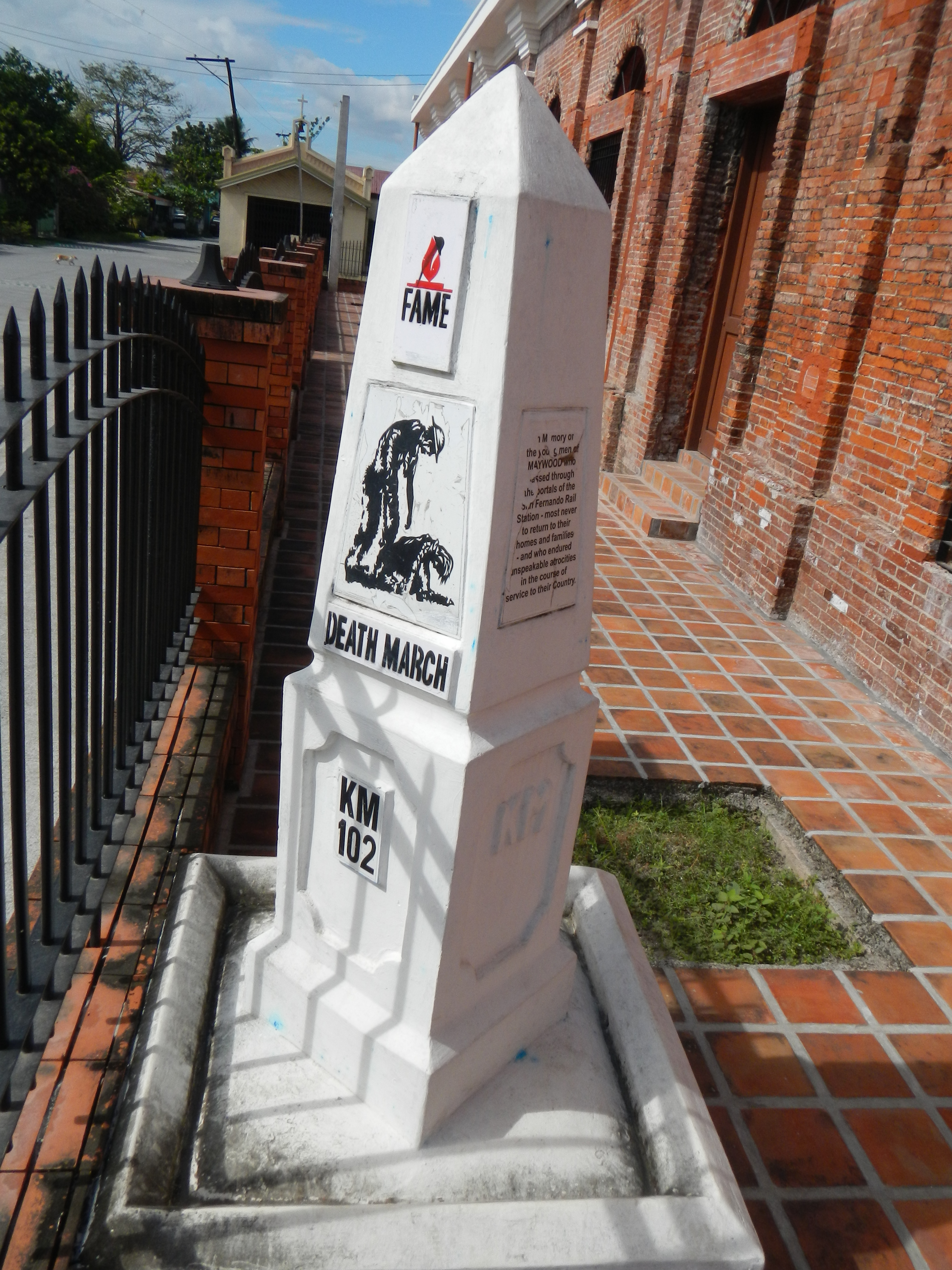
バターン死の行進の記念碑
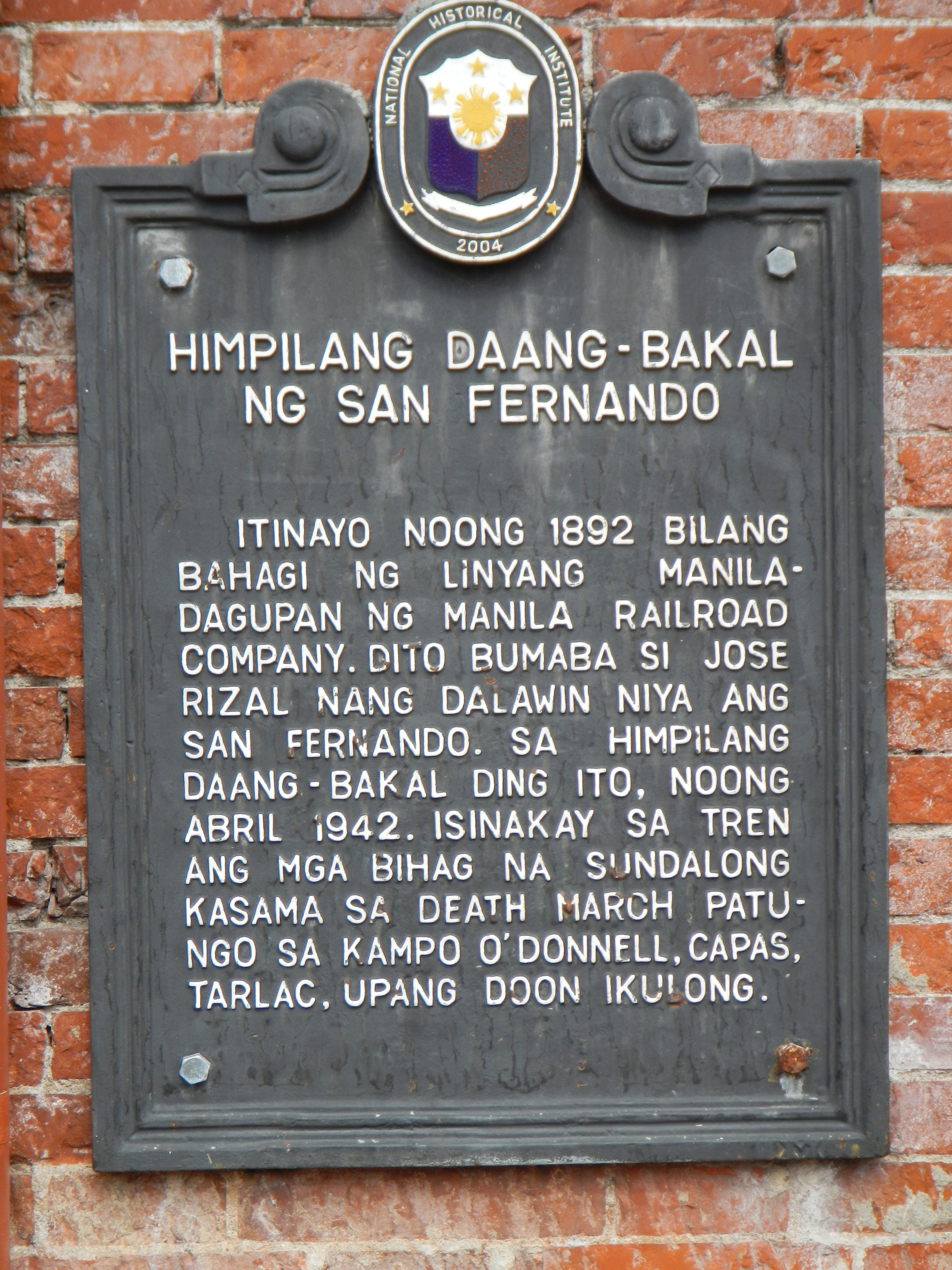
駅史表記板(2004)
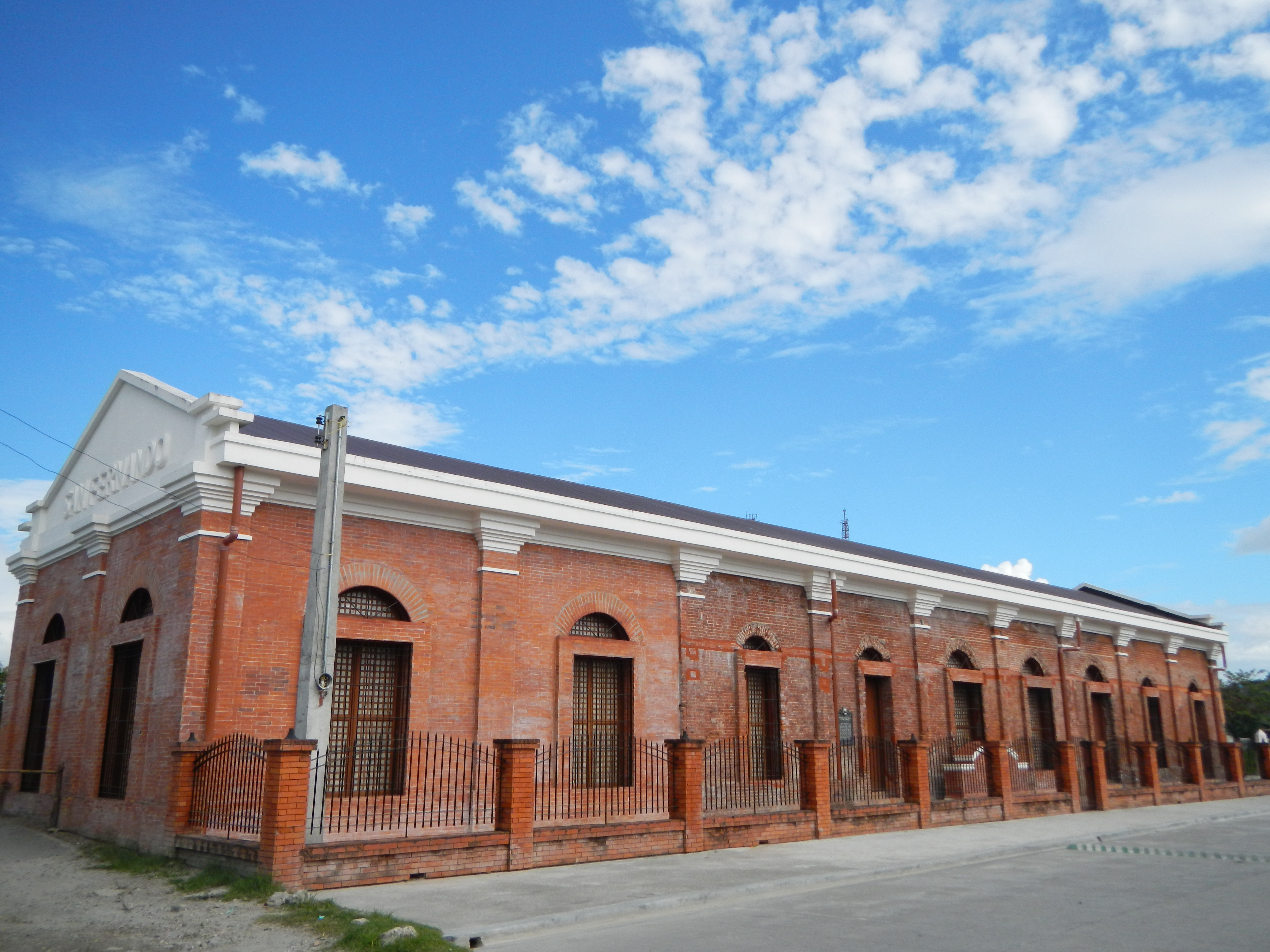
外観2

## 註釈
1. 1 2  Orejas, Tonette. “Death March glimpses in old train station” (英語) 2018年7月22日閲覧。
2. 1 2 3 4  Arcellaz, Princess Clea (2017年8月20日). “San Fernando assures preservation of city's old train station” (英語). Sunstar 2018年7月22日閲覧。
3. 1 2 3  “San Fernando train station | San Fernando, Pampanga - Baktin Corporation” (英語). Baktin Corporation. (2012年1月16日) 2018年7月22日閲覧。
4. ↑  “17 stations of Manila-Clark Railway announced” (英語). Rappler 2018年7月22日閲覧。